# 麦克康奈尔 (南卡罗来纳州)
麦克康奈尔（英文：McConnells），是美国南卡罗来纳州下属的一座城市。城市类型是“Town”。其面积大约为1.02平方英里（2.65平方公里）。根据2010年美国人口普查，该市有人口255人，人口密度约为每平方 英里249.02人（约合每平方公里96.15人）。